# Карибу (Каліфорнія)
Карибу (англ. Caribou) — переписна місцевість (CDP) в США, в окрузі Плумас штату Каліфорнія. Населення — 1 особа (2020).

## Географія
Карибу розташований за координатами 40°4′24″ пн. ш. 121°9′56″ зх. д. / 40.07333° пн. ш. 121.16556° зх. д. (40.073244, -121.165670).  За даними Бюро перепису населення США в 2010 році переписна місцевість мала площу 0,42 км², уся площа — суходіл.